# Josef Garbáty
Josef Garbáty-Rosenthal (* 27. Juni 1851 in Lida, Gouvernement Wilna; † 29. Juni 1939 in Berlin-Pankow) war ein deutscher Unternehmer in der Tabakindustrie.

## Familie
Josef Garbáty hatte mit seiner Frau Rosa Rahel geb. Kaplan (1855–1915) zwei Söhne, Eugen Garbáty (1880–1970) und Moritz Garbáty (1892–1965). Der Name „Garbáty“ stammt aus dem Belarussischen und bedeutet „Der Bucklige“. Die Familie wanderte aus der seit 1795 zum Russischen Reich gehörenden Stadt Lida im damaligen Ansiedlungsrayon nach Preußen aus. Ende des 19. Jahrhunderts eröffnete Garbáty seine erste Zigarettenfabrik an der Schönhauser Allee in Berlin mit der erfolgreichen Marke Königin von Saba. 1906 zog die Fabrik an die Hadlichstraße in Berlin-Pankow um, wo sie bis Ende der 1930er Jahre als eines der größten Pankower Unternehmen produzierte.
Die jüdische Familie Garbáty emigrierte 1939 in die USA, nachdem 1938 im Zuge der Verordnung zur Ausschaltung der Juden aus dem deutschen Wirtschaftsleben der Garbáty-Besitz an die in Köln ansässige Koerfer-Gruppe und die Hamburger Reemtsma Cigarettenfabriken zwangsverkauft wurde. Josef Garbáty reiste als alter Herr nicht mit seinen Söhnen aus, sondern blieb noch bis zu seinem Tod in der Villa Garbáty, gepflegt und betreut von Sophie Boroschek aus der Rosenthaler Vorstadt. Josef Garbáty starb 1939 zwei Tage nach seinem 88. Geburtstag. Er wurde auf dem Jüdischen Friedhof Berlin-Weißensee beerdigt, das Grab des Ehepaars Garbáty liegt im Feld D4. Es handelt sich um eine große Eckgrabanlage aus schwarzem Granit in Jugendstil-Formen.
Sophie Boroschek wurde im Jahre 1943 im KZ Natzweiler-Struthof ermordet.
Der Enkel des Unternehmensgründers, der Philologe Thomas J. Garbáty (* 10. Januar 1930 in Berlin; † 29. Juli 2009 in Ann Arbor), lebte bis zu seinem Tod in den USA. Er war bis zuletzt Mitglied des Kuratoriums des Vereins der Förderer und Freunde des ehemaligen Jüdischen Waisenhauses in Pankow e. V.

## Berliner Zigarettenimperium

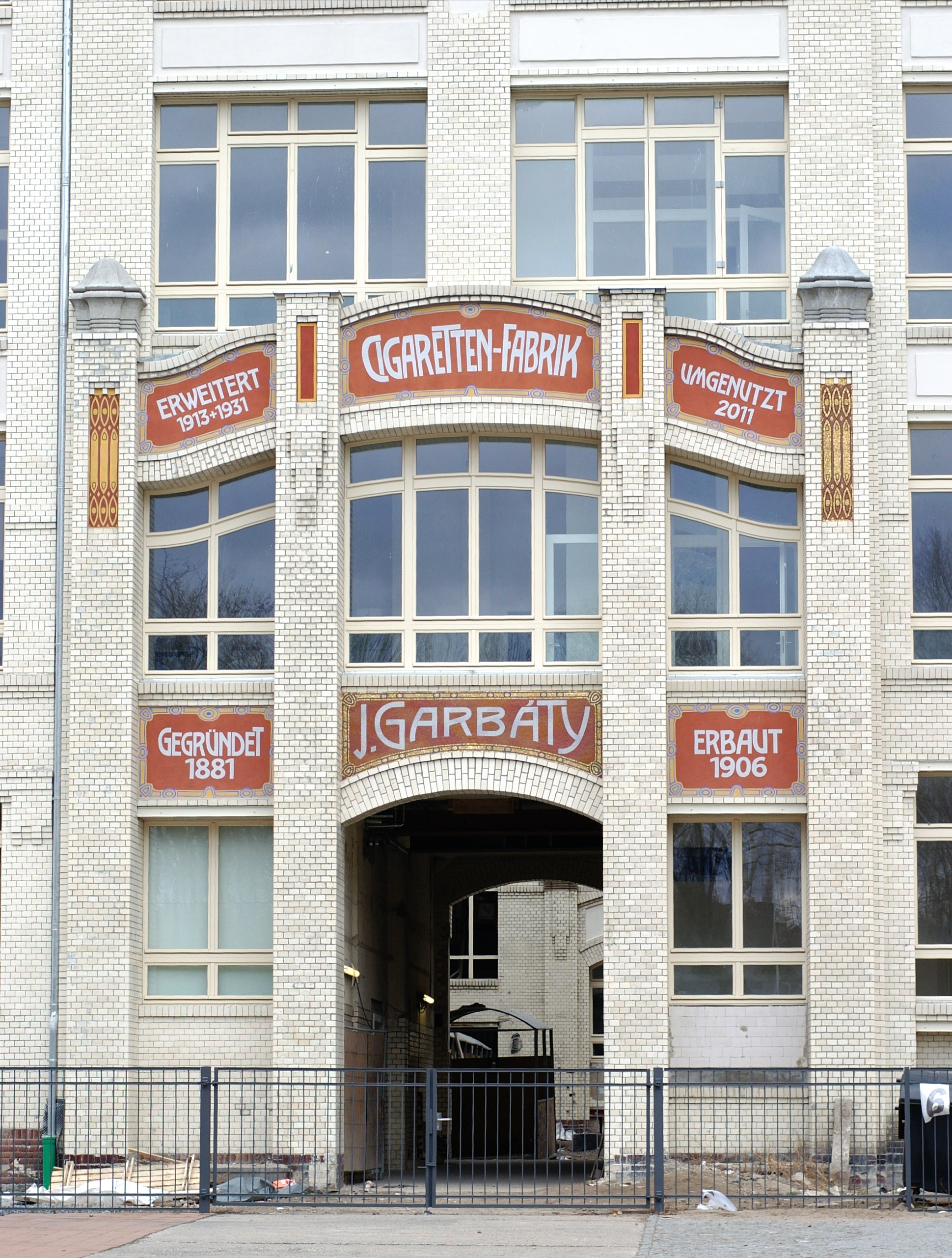
Portal der Zigarettenfabrik in Pankow

Bereits im Jahr 1879 begann Josef Garbáty-Rosenthal gemeinsam mit seiner Frau, Zigaretten und Tabakwaren in Heimarbeit herzustellen. Im Jahr 1881 gründete er sein Zigarettenunternehmen an der Schönhauser Allee, das er 1906 nach Pankow verlegte. An der Berliner Straße und an der Hadlichstraße in unmittelbarer Nähe zum S-Bahnhof Pankow wurden die Fabrikgebäude nach Plänen von Paul Ueberholz errichtet.
Bereits bei der Anlage der neuen Zigarettenfabrik waren umfangreiche Sozialräume vorgesehen, wie Betriebskantine, Pausenräume, Bäder, eine Betriebswäscherei und eine Betriebsbibliothek. Für die Arbeiter und Angestellten bei Garbáty erschien regelmäßig eine Betriebszeitung, es gab eine Arbeitslosenfürsorge, einen Werkchor und einen Betriebssportclub.

Garbátys (Kantinengeld)

Im Jahr 1918, neun Jahre vor Einführung der staatlichen Arbeitslosenversicherung, waren die 1.000 Angestellten des Unternehmens bereits arbeitslosenversichert. Ab 1908 wurden Frühstück und Mittagessen in der Kantine angeboten. Das Unternehmen veranstaltete für seine Beschäftigten noch bis in die 1930er Jahre hinein regelmäßige Bälle, so den Alpenball oder den Kirmesball, jeweils im Februar im Deutschen Hof. Für Leistungen aus der Betriebskantine wurde mit Garbátys (Kantinengeld) bezahlt.

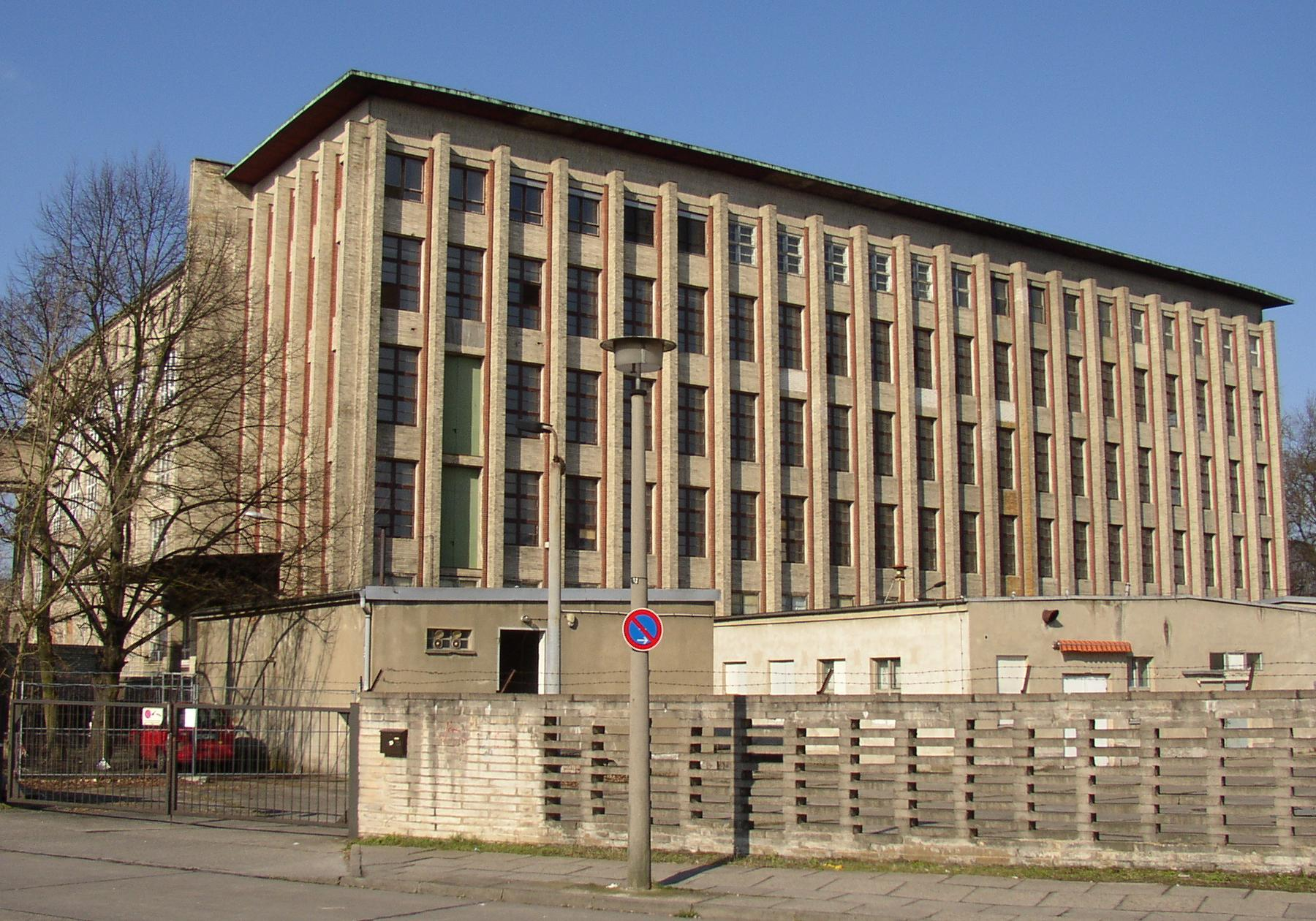
Zigarettenfabrik in Pankow, drittes Fabrikgebäude nach Entwurf von Fritz Höger

1912 entstand auf dem Fabrikgelände in Pankow ein zweites Gebäude. Bei der Inbetriebnahme des dritten Fabrikgebäudes 1931 hatte Garbáty fast 1.600 Beschäftigte, darunter einen großen Anteil Frauen. Sie waren insbesondere im Banderoliersaal eingesetzt.

Garbáty-Zigaretten für Russland

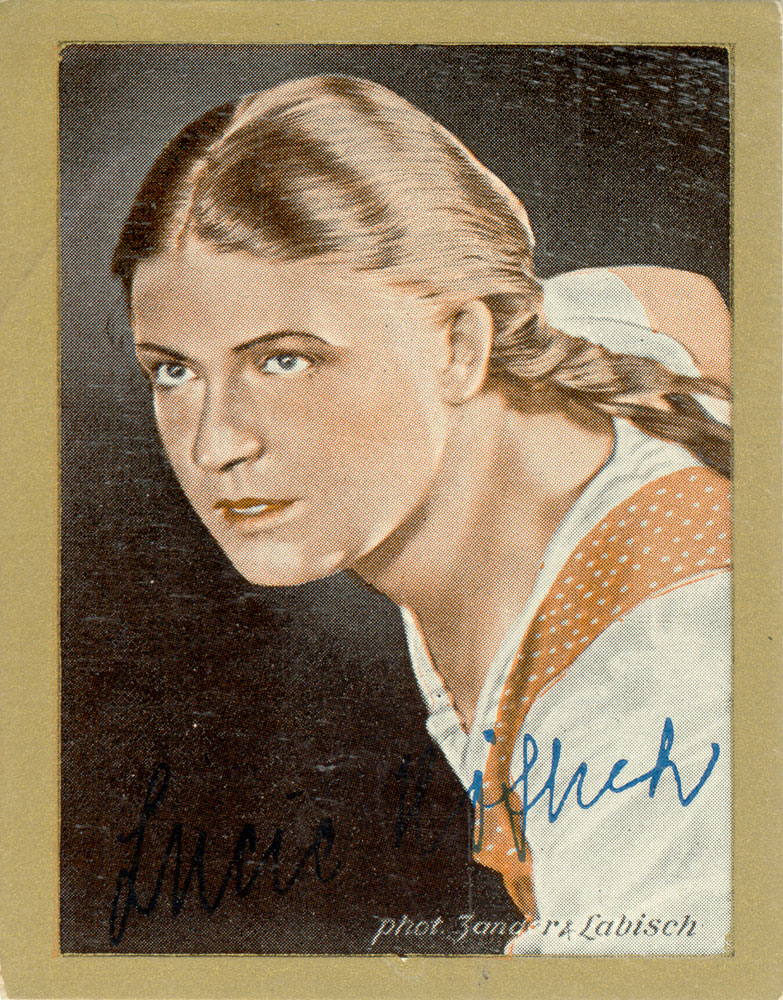
Lucie Höflich, Sammelbild Nr. 67 der Reihe Bühnenstars und ihre Autogramme 1933

Holzblättchen zur Kurmark

Garbáty-Werbung an der Friedrichstraße

Garbáty hatte bereits vor dem Ersten Weltkrieg Niederlassungen in vielen Staaten Europas errichtet. Es gab Garbáty-Zigaretten auch in den damaligen deutschen Kolonien, in Amerika und Asien. Die Zigaretten Garbátys waren auch in Russland als Garbáty Papirossi geschätzt. Garbáty wurde zum herzoglich-sächsischen Hoflieferanten und zum Lieferanten für die Regierung des damaligen Italiens ernannt. Bekannteste damalige Zigarettenmarke war die Königin von Saba, die erste ägyptische Zigarette in Berlin. Garbáty hatte das Warenzeichen 1887 eintragen lassen, und 1898 wurde es auch patentrechtlich geschützt. Die Zigaretten wurden von den Fahrern mit den Saba-Lastkraftwagen zu den Händlern gebracht. Ab 1928 kam die Kurmark als sehr erfolgreiche Marke hinzu.
In den 1920er Jahren waren Zigarettenbilder – Sammelbilder in der Zigarettenverpackung – sehr beliebt. So gab es auch von Garbáty Sammelreihen zu verschiedensten Themen, so zum Beispiel die in den 1930er Jahren entstandenen Serien:
- Deutsche Heimat – Eine Sammlung von Bildern, die von deutscher Geschichte und wirtschaftlicher Stärke des deutschen Volkes Zeugnis ablegen sollen mit 144 Abbildungen im Format 1.5" × 2.5"
- die international verbreitete Serie Gallery of Modern Beauty mit 300 Farbdruckabbildungen im Format 2 1/16" × 2 7/16"
- Schienenwunder – Ein wahres Märchen aus der Wunderwelt des Schienenstranges, von Luxuszügen, Schienenzepp’s und Torpedobussen[5]
- Von Friedrich dem Großen bis Hindenburg – 255 ruhmreiche deutsche Wappen
- Sport-Wappen I Fußball mit 645 Bildern von Vereinswappen und weitere Sammelserien[6]

Zu jeder Zigarettenbildserie gab es das passende Sammelalbum mit den vorgedruckten Abbildungen, die nun nur noch gesammelt oder auch getauscht und eingeklebt werden mussten. Die Alben wurden auf Anforderung kostenlos zugeschickt.
Das Zigarettenimperium Garbáty hatte die Herstellung der Verpackungen für die Zigaretten in Eigenregie übernommen. Auf den Gewerbegrundstücken Hadlichstraße 19/20, die durch die 1919 als Tochtergesellschaft der Garbáty-Zigarettenfabrik gegründete Pappen- und Papier-Verarbeitungs-AG (Pa-Pa-Ge) erworben wurden, wurden mit modernsten Maschinen Verpackungsmaterial und Plakate für unterschiedlichste Abnehmer hergestellt. Nur ein Teilprodukt aus der umfangreichen Palette waren hierbei die Zigarettenverpackungen. Um 1927 beschäftigte das Unternehmen ca. 800 Menschen.
Alleininhaber der Pa-Pa-Ge-Aktien waren die Brüder Eugen und Moritz Garbáty. 1929 wurde dieses Unternehmen an die Reemtsma Cigarettenfabriken GmbH in Hamburg verkauft. Die beiden Söhne von Josef Garbáty übernahmen ab 1929 die Garbáty-Zigarettenfabrik. Sie firmierte nunmehr als Garbáty Cigarettenfabrik GmbH. Reemtsma stellte den Betrieb der Pa-Pa-Ge Anfang der 1930er Jahre ein, danach war in den Gebäuden das Arbeitsamt Nordost untergebracht.
Anfang der 1930er Jahre verschärfte sich der Konkurrenzkampf in der Tabakindustrie, ein Monopolisierungsprozess nahm seinen Lauf: 50 % des Unternehmens, der Anteil Eugen Garbátys, wurde vom Reemtsma-Konzern übernommen. Moritz Garbáty war nun alleiniger Leiter der Fabrik bis 1938. Er reiste aber monatlich nach Hamburg zu Besprechungen in der Reemtsma-Zentrale.
Mit der sogenannten Machtergreifung des Nationalsozialismus begann eine schwere Zeit für die Familie Garbáty. Im Jahr 1935 wurde die GmbH in eine Kommanditgesellschaft unter der Firma Zigarettenfabrik Garbáty KG umgewandelt, die dann 1938 zwangsverkauft wurde. Dadurch verlor die Familie Garbáty ihren gesamten Berliner Grundbesitz von etwa 45.000 Quadratmetern Fläche.
Die Familie Garbáty verkaufte auch ihren seit Anfang 1900 in Familienbesitz befindlichen Erholungssitz, das Schloss Altdöbern in der Lausitz, an eine Adelsfamilie, die nach dem Zweiten Weltkrieg in der sowjetischen Besatzungszone enteignet wurde.

## Der Mäzen
Moritz Garbáty initiierte den Garbáty-Sportclub G.S.C., dessen Vorsitz er innehatte. Die Vereinsfarben des Klubs waren blau und gelb. Die Radfahrer des Sportklubs trugen Trikots mit dem Schriftzug von Garbáty. Das Unternehmen Garbáty war darüber hinaus Sponsor verschiedener Sportveranstaltungen wie Läufen, Radrennen und Fußballturnieren. So stiftete das Unternehmen für die Internationale Radfernfahrt Zürich-Berlin im Jahr 1925, die vom Bund Deutscher Radfahrer organisiert wurde, den Garbáty-Pokal.

Entjudungsbescheid des Garbáty-Besitzes, 1933

Als in Berlin im Jahr 1936 die Olympischen Spiele ausgetragen wurden, verschickte das Unternehmen Ansichtskarten an seine Geschäftspartner.

Jüdisches Waisenhaus an der Berliner Straße

Direkt neben der Zigarettenfabrik von Garbáty befand sich ein Waisenhaus für jüdische Kinder, Berliner Straße 120/121. Dieses unterstützte Garbáty großzügig, bis es von den Nazis zwangsgeräumt und anschließend als Pankower Außenstelle des Reichssicherheitshauptamts genutzt wurde.

## Nach dem Zweiten Weltkrieg

Rauchermarke für Pankower, 1948

Gewerbegebiet Hadlichstraße 19/20, im 21. Jahrhundert

Die Fabrikgebäude hatten den Zweiten Weltkrieg mit relativ geringen Schäden überstanden. Da auch nach dem Krieg das Rauchen ein ungebrochenes Bedürfnis war, lag es im Interesse der Besatzungsmächte, die Zigarettenproduktion wieder aufzunehmen. So wurden die während des 1. Mai 1945 geplünderten und ausgebrannten Fabrikgebäude der Zigarettenfabrik, die trotz der allgemeinen Enteignung noch als Kommanditgesellschaft existierte, wieder in Betrieb genommen.
Zigaretten gab es damals in den Westsektoren Berlins auf dem Schwarzmarkt oder in der sowjetischen Besatzungszone auf Zigaretten-Bezugsmarken. Auch die Intelligenz in der sowjetischen Besatzungszone kam nicht ohne Zigaretten aus. So hieß es in einem Bittbrief des Dichters Johannes R. Becher vom 27. April 1946 an den damaligen Pankower Bürgermeister Mätzchen:

„Wir haben für die engeren Mitarbeiter des Kulturbundes bisher von der Garbáty-Zigarettenfabrik, Herrn Direktor Limberger, eine kleine Anzahl Zigaretten bekommen, aber wie uns Herr Limberger mitteilen ließ, soll diese Lieferung schon im Mai eingestellt werden. Wir bitten Sie doch sehr, Herr Bürgermeister, Herrn Limberger dahingehend zu beeinflussen, dass er die liebenswürdige Spende fortsetzt.“

Nach der Gründung der DDR wurde die Zigarettenfabrik in Volkseigentum überführt und bekam den Namen VEB Garbáty. Ein Jahr vor dem Bau der Berliner Mauer wurden die volkseigenen Betriebe Garbáty und der Josetti zur Berliner Zigarettenfabrik (Bezifa) zusammengeschlossen. Ab diesem Moment gab es den Namen Garbáty nicht mehr im Pankower Stadtbild. Bis zur Wende bestanden in der DDR die VEB Vereinigte Zigarettenfabriken, Werk Berlin mit knapp 500 Beschäftigten. Dieses Werk versorgte von seiner modernen Produktionsstätte an der Berliner Straße aus die Raucher in der DDR mit Zigaretten der Marken Club, Cabinet und Karo.
Die Garbáty-Villa (Berliner Straße 127) diente in der DDR-Zeit als Wohnsitz des bulgarischen Botschafters. Im Gebäude des benachbarten jüdischen Waisenhauses befand sich bis zur Wende die kubanische Botschaft.

## Nach 1990
Rechtzeitig, nämlich einen Tag vor der deutschen Vereinigung am 2. Oktober 1990, verkaufte die Treuhandanstalt zu einem Spottpreis das Recht an der in der DDR sehr erfolgreichen Zigarettenmarke Club, die bisher im Werk Berlin des VEB Vereinigte Zigarettenfabriken hergestellt wurde, an die Reynolds Tobacco GmbH in Köln. Da lediglich die Marke weiterverkauft worden war, wurde mit dem 3. Oktober 1990 die Produktion in Pankow eingestellt. 1991 wurden auch die Maschinen und die Immobilien verkauft. Es gab 1993 einen Versuch der Lübecker Zigarettenfabrik GmbH, in Pankow die Produktion fortzuführen, der aber 1995 mit dem Konkurs endete, und das Werk wurde endgültig geschlossen. Die Zigarettenproduktion in Pankow war nach rund 100 Jahren Geschichte, nur die ungenutzten, unter Denkmalschutz stehenden Gebäude blieben übrig. Bis 2012 wurde das Fabrikgebäude zu einem Wohngebäude mit mehr als 160 Wohneinheiten umgebaut. Der ehemalige Tabakspeicher hinter dem Gebäude des jüdischen Waisenhauses beherbergt heute eine Schule. Die Gebäude Hadlichstraße 19/20 werden als Gewerbegebiet Forum Pankow vielfältig genutzt.
Nach mehrjährigem Leerstand erwarb 1998 Wolfgang Seifert, Betreiber eines Berliner Zeitarbeits-Unternehmens und Schatzmeister des rechtsextremen Hoffmann-von-Fallersleben-Bildungswerks, die Villa Garbáty samt Gelände. In diesem Zusammenhang entstand größere medienwirksame Aufregung, da der neue Besitzer das Grundstück ab 1999 für fünf Jahre an die Pankower Republikaner vermietete. Diese gaben die Villa aber im Jahr 2003 wieder auf, mittlerweile ist sie Sitz der Libanesischen Botschaft.
Das Gebäude des ehemaligen jüdischen Waisenhauses wurde 2001 mit einem neuen Nutzungskonzept vom Förderverein des ehemaligen Jüdischen Waisenhauses wiedereröffnet und als öffentliche Bibliothek betrieben. Es bekommt wiederum Spenden, diesmal vom Enkel Josef Garbátys, Thomas Garbáty. Von 1999 bis 2009 gab es im Gebäude Breite Straße 43 das Café Garbáty, das danach ins Haus Mühlenstraße 30 umzog und diesen Namen zur Erinnerung an die Familie Garbáty trägt.

## Ehrung

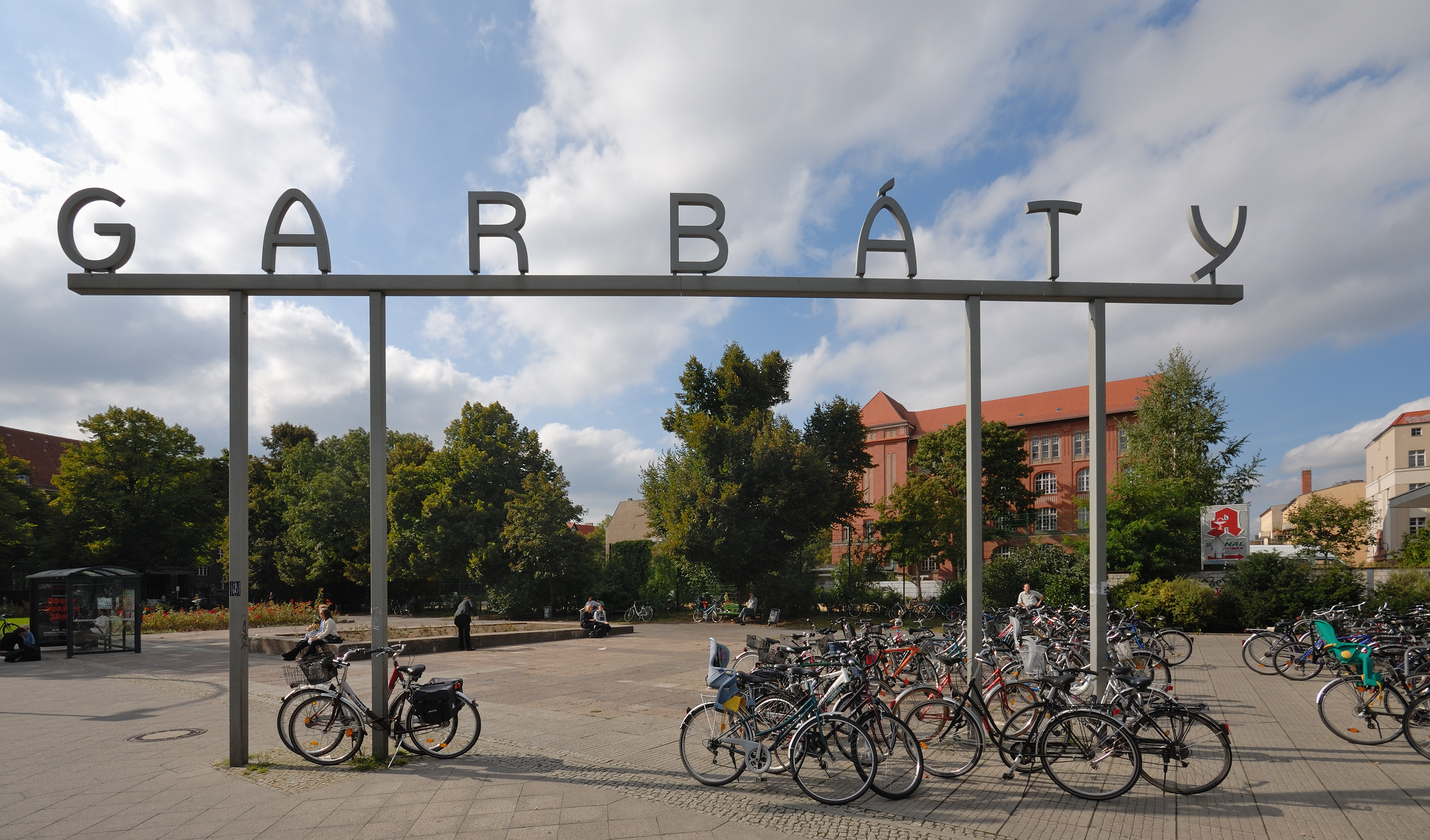
Garbáty-Schriftzug

Schrifttafel auf dem Garbátyplatz

Im Zusammenhang mit der Verlängerung der U-Bahn-Linie 2 vom U-Bahnhof Vinetastraße bis zum S-Bahnhof Pankow und der sich daraus ergebenden Neugestaltung des Bahnhofsvorplatzes erfolgte am 16. September 2000 die Benennung des Platzes zu Ehren des jüdischen Zigarettenfabrikanten Josef Garbáty in „Garbátyplatz“. Die Namensgebung geschah nach dem Festakt zur Eröffnung des U-Bahnhofs Pankow.
Am 29. Juni 2002 wurde auf dem Garbátyplatz zu Ehren des sozialen Engagements über sein Wirken als Unternehmer hinaus der Schriftzug Garbáty nach einem Entwurf der Berliner Künstlerin Susanne Ahner aufgestellt. In Ergänzung zu dieser Arbeit wurde eine Schrifttafel in den Boden eingelassen, die auf das soziale Engagement des Unternehmers Josef Garbáty verweist.